# San Jose (contea di San Miguel, Nuovo Messico)
San Jose è un census-designated place (CDP) della contea di San Miguel, Nuovo Messico, Stati Uniti. La popolazione era di 137 abitanti al censimento del 2010. San Jose ha un ufficio postale con ZIP code 87565. L'uscita 319 della Interstate 25 serve la comunità.
San Jose fu fondata nel 1803 quando alcuni terreni furono concessi a 45 uomini e due donne dal governo spagnolo del Nuovo Messico. Lo scopo dell'insediamento, e altri nella valle del fiume Pecos, era quello di difendere i lati orientali dei nuovi insediamenti messicani dagli attacchi indiani, in particolare dagli Apache. Molti dei primi coloni erano genizaros senza terra. Molti dei comancheros e dei ciboleros che commerciavano con i Comanche e cacciavano i bisonti nelle Grandi Pianure provenivano da San Jose e da altri insediamenti nella valle del Pecos.

## Geografia fisica
Secondo l'Ufficio del censimento degli Stati Uniti, ha una superficie totale di 1,81 mi² (4,69 km²).

## Società

### Evoluzione demografica
Secondo il censimento del 2010, la popolazione era di 137 abitanti.